# Valderrobres (kommun)
Valderrobres är en kommun i Spanien.   Den ligger i provinsen Provincia de Teruel och regionen Aragonien, i den östra delen av landet, 300 km öster om huvudstaden Madrid. Antalet invånare är 2 335. Valderrobres ligger vid sjön Pantano de La Peña.